# ارتم استارهورودسکی
ارتم استارهورودسکی (انگلیسی: Artem Starhorodskyi؛ زادهٔ ۱۷ ژانویهٔ ۱۹۸۲) بازیکن فوتبال اهل اوکراین است.
از باشگاه‌هایی که در آن بازی کرده‌است می‌توان به باشگاه فوتبال آرسنال کی‌یف، باشگاه فوتبال تاوریا سیمفروپول، باشگاه فوتبال چورنومورتس اودسا، باشگاه فوتبال شاختیور سالیهورسک، و باشگاه فوتبال ویتبسک اشاره کرد.
وی همچنین در تیم ملی فوتبال Ukraine (students) بازی کرده‌است.